# Кілборн (Огайо)
Кілборн (англ. Kilbourne) — переписна місцевість (CDP) в США, в окрузі Делавер штату Огайо. Населення — 127 осіб (2020).

## Географія
Кілборн розташований за координатами 40°19′56″ пн. ш. 82°57′33″ зх. д. / 40.33222° пн. ш. 82.95917° зх. д. (40.332304, -82.959238).  За даними Бюро перепису населення США в 2010 році переписна місцевість мала площу 1,16 км², уся площа — суходіл.

## Демографія
Згідно з переписом 2010 року, у переписній місцевості мешкало 139 осіб у 56 домогосподарствах у складі 45 родин. Густота населення становила 119 осіб/км².  Було 65 помешкань (56/км²).
Расовий склад населення:
| - 97,8 % — білих - 0,7 % — корінних американців |

До двох чи більше рас належало 0,7 %. Частка іспаномовних становила 0,0 % від усіх жителів.
За віковим діапазоном населення розподілялося таким чином: 12,9 % — особи молодші 18 років, 75,6 % — особи у віці 18—64 років, 11,5 % — особи у віці 65 років та старші. Медіана віку мешканця становила 46,8 року. На 100 осіб жіночої статі у переписній місцевості припадало 127,9 чоловіків;  на 100 жінок у віці від 18 років та старших — 128,3 чоловіків також старших 18 років.
За межею бідності перебувало 49,1 % осіб, у тому числі 100,0 % дітей у віці до 18 років та 0,0 % осіб у віці 65 років та старших.
Цивільне працевлаштоване населення становило 37 осіб. Основні галузі зайнятості: роздрібна торгівля — 27,0 %, виробництво — 24,3 %, публічна адміністрація — 21,6 %.